# Harun Tekin
Harun Tekin (n. 17 juny 1989) és un futbolista professional turc que juga com a porter pel club turc Bursaspor.
El 20 de març de 2015, Tekin va ser seleccionat per l'equip nacional de Turquia per jugar contra els Països Baixos i Luxemburg. Va formar part del combinat turc per l'Euro 2016.